# Фільм 43
«Фільм 43» (англ. Movie 43) — американська чорна комедія, що вийшла 2013 року. Картина складається із 14 різних сюжетних історій. В Україні фільм було показано 17 січня 2013 року.

## Сюжет
| Найбільш просунуті комедійні режисери сучасності об'єдналися в проекті, який складається із двох десятків мініновел, пов'язаних між собою тонкою сюжетною лінією. У головних ролях — актори вищої ліги. «Фільм 43» — скетч-альманах із стовідсотковою щільністю гумору, супроводжуваний нескінченним потоком жартів, ґеґів, дотепів і пародій про пристрасті людей. Наприклад, Г'ю Джекман зіграє чоловіка, у якого геніталії розташовані... під підборіддям. Причому, єдиною людиною, яка помічає цей недолік, стане героїня Кейт Вінслет. Герої Річарда Гіра і Кейт Босворт вивчать новий гаджет iBabe, призначений для збереження подружньої вірності. А Джерард Батлер виступить у ролі гнома-матюкальника... |

## У ролях

### The Pitch
- Денніс Квейд — Чарлі Весслер
- Грег Кіннір — Гріффін Шрайдер
- Common — Боб Моун
- Чарлі Сакстон — Джей
- Сет Мак-Фарлейн — у ролі самого себе

### The Catch
- Г'ю Джекман — Девіс
- Кейт Вінслет — Бет

### Homeschooled
- Джеремі Аллен Вайт — Кевін Міллер
- Лієв Шрайбер — Роберт Міллер
- Наомі Воттс — Саманта Міллер
- Джулі Енн Емері — Клер

### The Proposition
- Анна Фаріс — Ванесса
- Кріс Пратт — Даг
- Дж. Б. Смув — Ларрі

### Veronica
- Кіран Калкін — Ніл
- Емма Стоун — Вероніка

### iBabe
- Річард Гір — Бос
- Кейт Босворт — Арлін
- Джек Макбраєр — Браян
- Аасіф Мандві — Роберт

### Super Hero Speed Dating
- Джастін Лонг — Робін
- Джейсон Судейкіс — Бетмен
- Ума Турман — Лоїс Лейн
- Боббі Каннавале — Супермен
- Крістен Белл — Супергерл
- Леслі Бібб — Диво-жінка
- Джон Ходжмен — Пінгвін
- Вілл Карлоу — Загадник
- Катріна Бовден — Стейсі

### Machine Kids
- Філ Кроулі — оповідач
- Джулі Макнівен — дівчина біля банкомата

### Middleschool Date
- Крістофер Мінц-Плассе — Майкі
- Хлоя Грейс Морец — Аманда
- Джиммі Беннет — Нейтан
- Патрік Ворбертон — Стів

### Happy Birthday
- Джерард Батлер — лепрекон
- Джонні Ноксвілл — Піт
- Шон Вільям Скотт — Браян
- Есті Гінзбург — фея

### Truth or Dare
- Геллі Беррі — Емілі
- Стівен Мерчант — Дональд

### Victory's Glory
- Терренс Говард — тренер Джексон
- Джеред Дадлі — Мойсей
- Корі Брюер — Воллес
- Ларрі Сандерс — Бішоп
- Джей Елліс — Люциус
- Аарон Дженнінг — Ентоні
- Бретт Даверн — білий баскетболіст

### Beezel
- Елізабет Бенкс — Емі
- Джош Демел — Енсон
- Емілі Елін Лінд — дівчинка на дні народження

### Find Our Daughter
- Джуліанн Мур — Мод
- Тоні Шалуб — Джордж
- Боб Оденкерк — приватний детектив

### The Apprentice
- Антон Єльчін — Вейн
- Шейн Джейкобсон — Боб

## Сприйняття

### Критика
Фільм отримав загалом негативні відгуки: Rotten Tomatoes дав оцінку 4 % на основі 68 відгуків від критиків (середня оцінка 2,2/10) і 33 % від глядачів із середньою оцінкою 2,4/5 (16,688 голосів), Internet Movie Database — 4,6/10 (8 745 голосів), Metacritic — 19/100 (22 відгуки криків) і 2,6/10 від глядачів (103 голоси).

### Касові збори
Під час показу, що стартував 25 січня 2013 року, протягом першого тижня фільм показали у 2 023 кінотеатрах і він зібрав $4 805 878, що на той час дозволило йому зайняти 7-ме місце серед усіх прем'єр. Станом на 28 лютого, показ фільму триває 35 днів (5 тижнів) і зібрав у прокаті у США $8 803 979, а у світі — $14 300 000, тобто $23 103 979 загалом при бюджеті $6 млн.